# Здравоохранение в Эстонии
Здравоохранение в Эстонии контролируется Министерством социальных дел и финансируется за счет общего налогообложения через Национальную службу здравоохранения.

## Электронная медицинская карта
Эстония является пионером в использовании электронных медицинских карт. Доктор Мадис Тиик создал электронную систему регистрации, хотя официально она была запрещена до 2002 года. Он был одним из основателей Фонда электронного здравоохранения и стал его главным исполнительным директором. В настоящее время существует централизованная система учета, доступная для всех медицинских работников и доступная для просмотра пациентом. Некоторые задачи автоматизированы, также приложение автоматически проверяет историю болезни пациента.
Эстония была первой страной в мире, которая внедрила общенациональную систему EHR, регистрирующую практически всю медицинскую историю жителей от рождения до смерти. Он был запущен 17 декабря 2008 года.
Эстония использовала свое существующее цифровое программное обеспечение для государственных служб, известное как X-Road, для создания сети EHR. Эстонская система контролировалась Министерством социальных дел до создания Эстонского фонда электронного здравоохранения. С момента его внедрения 95 % медицинских данных были оцифрованы. Граждане, участвующие в программе, получают индивидуальную карту, которая используется для доступа к их записям, как национальное удостоверение личности.
Стоимость этой системы на момент ее создания составляла 7,50 евро на человека. Расходы могут оставаться низкими из-за малого населения Эстонии. Наряду с электронными медицинскими записями Эстония также создала службу электронных рецептов. Это позволяет врачам создать электронный рецепт, который затем добавляется к медицинской карте пациента и доступен в аптеке, чтобы получить лекарство, которое им может потребоваться. Сейчас в Эстонии 97 % рецептов являются цифровыми.

## Поддержка детей
При рождении ребенка эстонское правительство выплачивает одному из родителей 100 % от его прежней зарплаты в течение 18 месяцев, также 320 евро единовременного пособия на каждого ребенка. По истечении 18 месяцев родитель имеет право возобновить свою прежнюю должность. Кроме того, родитель и ребенок получают бесплатное медицинское обслуживание. Родители, которые не работали до родов (безработные, студенты и др.) получать 278 евро в месяц; максимальная зарплата составляет 2157 евро в месяц.
Эти меры сосредоточены на первых 18 месяцах жизни ребенка. После 18 месяцев ежемесячная государственная поддержка ребенка снижается до 19 евро в месяц (для первых двух детей) и 58 евро (для трех и более детей), а также бесплатное медицинское обслуживание. Есть много исключений и дополнительных бонусов к правилу. Например, ребенок одного из родителей получает двойную сумму алиментов. Ребенок военнослужащего получает в пять раз больше суммы алиментов, а дети в приемных семьях получают в 20 раз больше суммы алиментов. Несмотря на значительные различия и колебания в поддержке семьи с детьми, большинство эстонских семей не сталкиваются с большими трудностями, и в докладе «Состояние матерей мира 2011» Эстония заняла 18-е место в мире по уровню материнства, опередив такие страны, как Канада и Соединенные Штаты. Согласно Всемирному справочнику ЦРУ, в Эстонии самый низкий уровень материнской смертности в мире.